# فرودگاه شهری لا پورت (تگزاس)
فرودگاه شهری لا پورت (تگزاس) (به انگلیسی: La Porte Municipal Airport (Texas)) یک فرودگاه همگانی بهره‌برداری هوایی است که یک باند فرود آسفالت دارد و طول باند آن ۱۲۶۹ متر است. این فرودگاه در شهر لا پورته، تگزاس کشور ایالات متحده آمریکا قرار دارد و در ارتفاع ۸ متری از سطح دریا واقع شده است.